# Червеноглав момот
Червеноглавият момот (Baryphthengus ruficapillus) е вид птица от семейство Momotidae.

## Разпространение
Видът е разпространен в Аржентина, Бразилия и Парагвай.